# Kompozitní dřevo
Kompozitní dřevo, také známé jako "engineered wood", "man made wood" nebo také jako "vyrobené dřevo", zahrnuje celou řadu odvozených výrobků ze dřeva, které jsou vyráběny podle vazby dohromady prameny, částicemi, vlákny nebo dýhy ze dřeva, které se slepí a vytváří kompozitní materiály. Tyto výrobky jsou navrženy dle technicky přesných specifikací, jež jsou testovány, aby splňovaly vnitrostátní nebo mezinárodní normy.
Obvykle jsou "engineered wood" (kompozitní výrobky) vyrobeny ze stejně tvrdých dřev a měkké dřeviny bývají použity k výrobě řeziva. Piliny a ostatní odpad mohou být použity k výrobě kompozitního dřeva složeného z dřevěných částic nebo vláken a štěpů. Celé špalky jsou většinou použity jako dýhy pro překližku. Případně je také možné vyrábět desky v celulózovém inženýrství. Podobné výrobky z jiných materiálů obsahujících lignin - jako sláma ze žita, sláma z pšenice, stonků rýže, konopných stonků, bombajské konopí (kenaf) nebo zbytkové cukrové třtiny, které v případě, že neobsahují žádné skutečné dřevo, obsahují spíše rostlinná vlákna.

Kompozitní výrobky se používají mnoha různými způsoby, často v případech podobně jako masivní dřevo. Kompozitní výrobky ze dřeva mohou být upřednostněny před masivním dřevem. V některých případech díky určitým nepoměrným výhodám:
Protože kompozitní výrobky, jsou člověkem zhotoveny, mohou být navrženy tak, aby vyhověly žádosti klienta pro specifické požadavky na účinnost. Velké panely těchto OSB, GSB desek (dále jen desky), mohou být vyrobeny z vláken z malého průměru stromů.
Malé kousky dřeva a dřevo, jež má vady, lze použít v mnoha produktech ze dřeva, zejména částic a vláken založené od desek. Desky OSB a GSB jsou často silnější a méně náchylné na vlhkost, zkroucení a bobtnavost než ekvivalent masivního dřeva, i když většina částic a vláken založené desky snadno namočit do vody, pokud nejsou léčeni tmel nebo malovat.
Desky mají také některé nevýhody:
- vyžadují více energie na výrobu než masivní dřevo
- řezáním a jiným opracováním výrobků mohou být pracovníci vystaveni působení toxických složek, jsou-li vyráběny z levných toxických pryskyřic, které ani nejsou voděodolné.

Typy lepidel používaných ve výrobě:
- urea-formaldehyd (UF) - močovinový formaldehyd je nejlevnější, ale není voděodolný.
- 'fenol-formaldehydové pryskyřice, (PF) - žluto-hnědé lepidlo, běžně používané pro vnější expozice výrobků.
- melamin-formaldehydové pryskyřice, (MF) - bílá, teplu a voděodolná pryskyřice, často používané na exponované povrchy u nákladnější vzorů
- methylen difenyl diisokyanát (MDI) nebo polyuretanové pryskyřice - jsou nákladné a obecně nepropustnou pryskyřicí neobsahují formaldehyd.

Komplexnější pojem jsou strukturální kompozity (OSB - oriented strand board GSB - grema strand board)

## Typy
- Dřevoplastové kompozity
- Lepené laminované dřevo
- Multilaminární dýha
- Dýha složená
- Překližka
- Laminované dýhy dřevo (LVL - Lamino Veneer Lumber)
- Odolné dřevo
- Parallam (PSL - Parallel Strand Lumber)
- Spárovka
- GSB Grema Strand Board
- OSB Oriented Strand Board
- Lepená deska
- Dřevotřískové desky (dřevotříska)
- Dřevovláknitá deska
- Izolační desky
- Homasote (1909)
- Masonite (1924)
- Středně hustá dřevovláknitá deska (MDF)
- Lisovaná dřevovláknitá deska
- Minerální lepená dřevotřísková deska a dřevovláknitá deska
- Cementové desky – heraklit
- Sádrokartonové desky
- Celulózové desky (stébla)
- Dřevoplastové kompozity